# Polska na Halowych Mistrzostwach Europy w Lekkoatletyce 2019
Polska na Halowych Mistrzostwach Europy w Lekkoatletyce 2019 – reprezentacja Polski podczas halowych Mistrzostw Europy w Glasgow w Szkocji. Kadra liczyła pierwotnie 32 zawodników – 21 mężczyzn i 11 kobiet, jednak Jakub Krzewina (sztafeta 4 × 400 metrów) doznał kontuzji i nie poleciał do Glasgow. W Glasgow Adrian Świderski doznał kontuzji i nie wystąpił w trójskoku, zaś Natalia Kaczmarek i Justyna Saganiak były rezerwowymi w sztafecie 4 × 400 metrów i nie wystąpiły na bieżni.

## Minima kwalifikacyjne
Termin uzyskiwania minimów PZLA został określony na 26 stycznia–18 lutego.
| Konkurencja                    | Kobiety | Mężczyźni |
| ------------------------------ | ------- | --------- |
| Bieg na 60 metrów              | 7,30    | 6,68      |
| Bieg na 400 metrów             | 53,00   | 46,90     |
| Bieg na 800 metrów             | 2:03,00 | 1:48,20   |
| Bieg na 1500 metrów            | 4:12,00 | 3:42,00   |
| Bieg na 3000 metrów            | 9:02,00 | 7:58,00   |
| Bieg na 60 metrów przez płotki | 8,12    | 7,82      |
| Skok wzwyż                     | 1,90    | 2,27      |
| Skok o tyczce                  | 4,50    | 5,78      |
| Skok w dal                     | 6,50    | 7,95      |
| Trójskok                       | 13,85   | 16,50     |
| Pchnięcie kulą                 | 17,10   | 20,15     |

Do startu w sztafecie 4 × 400 metrów zostały zaproszone obie polskie drużyny na podstawie rezultatów z biegów rozstawnych w sezonie 2018. Ponadto Polski Związek Lekkiej Atletyki ustalił dodatkowe minima (średnia wyników najlepszej czwórki w biegu na 400 metrów – 47,10 dla mężczyzn / 53,30 dla kobiet).

## Występy reprezentantów Polski

### Mężczyźni

#### Konkurencje biegowe
| Zawodnik                                                    | Konkurencja               | Eliminacje | Eliminacje | Półfinał | Półfinał | Finał    | Finał |
| Zawodnik                                                    | Konkurencja               | Rezultat   | Poz.       | Rezultat | Poz.     | Rezultat | Poz.  |
| ----------------------------------------------------------- | ------------------------- | ---------- | ---------- | -------- | -------- | -------- | ----- |
| Remigiusz Olszewski                                         | Bieg na 60 m              | 6,72 Q     | 8.         | 6,72     | 14.      | NQ       | NQ    |
| Karol Zalewski                                              | Bieg na 400 m             | 47,45 q    | 11.        | DNS      | –        | NQ       | NQ    |
| Mateusz Borkowski                                           | Bieg na 800 m             | 1:48,82    | 11.        | NQ       | NQ       | NQ       | NQ    |
| Michał Rozmys                                               | Bieg na 800 m             | 1:49,35    | 18.        | NQ       | NQ       | NQ       | NQ    |
| Marcin Lewandowski                                          | Bieg na 1500 m            | 3:47,49 Q  | 10.        | —        | —        | 3:42,85  |       |
| Dominik Bochenek                                            | Bieg na 60 m przez płotki | 7,92       | 21.        | NQ       | NQ       | NQ       | NQ    |
| Damian Czykier                                              | Bieg na 60 m przez płotki | 7,82 q     | 13.        | 7,77     | 13.      | NQ       | NQ    |
| Dariusz Kowaluk Rafał Omelko Tymoteusz Zimny Damian Czykier | Sztafeta 4 × 400 metrów   | —          | —          | —        | —        | 3:08,40  | 4.    |

#### Konkurencje techniczne
| Zawodnik            | Konkurencja    | Eliminacje | Eliminacje | Finał    | Finał   |
| Zawodnik            | Konkurencja    | Rezultat   | Pozycja    | Rezultat | Pozycja |
| ------------------- | -------------- | ---------- | ---------- | -------- | ------- |
| Sylwester Bednarek  | Skok wzwyż     | 2,25 q     | 3.         | 2,22     | 6.      |
| Norbert Kobielski   | Skok wzwyż     | 2,10       | 18.        | NQ       | NQ      |
| Piotr Lisek         | Skok o tyczce  | 5,70 q     | 1.         | 5,85     |         |
| Robert Sobera       | Skok o tyczce  | 5,50 q     | 10.        | NQ       | NQ      |
| Paweł Wojciechowski | Skok o tyczce  | 5,60 q     | 8.         | 5,90     |         |
| Tomasz Jaszczuk     | Skok w dal     | 7,86 q     | 4.         | 7,80     | 5.      |
| Adrian Świderski    | Trójskok       | DNS        | –          | NQ       | NQ      |
| Konrad Bukowiecki   | Pchnięcie kulą | 20,18      | 11.        | NQ       | NQ      |
| Michał Haratyk      | Pchnięcie kulą | 20,98 Q    | 2.         | 21,65 EL |         |
| Jakub Szyszkowski   | Pchnięcie kulą | 10,28      | 10.        | NQ       | NQ      |

### Kobiety

#### Konkurencje biegowe
| Zawodniczka                                                                          | Konkurencja               | Eliminacje | Eliminacje | Półfinał | Półfinał | Finał    | Finał |
| Zawodniczka                                                                          | Konkurencja               | Rezultat   | Poz.       | Rezultat | Poz.     | Rezultat | Poz.  |
| ------------------------------------------------------------------------------------ | ------------------------- | ---------- | ---------- | -------- | -------- | -------- | ----- |
| Ewa Swoboda                                                                          | Bieg na 60 m              | 7,14 Q     | 1.         | 7,11 Q   | 1.       | 7,09     |       |
| Iga Baumgart-Witan                                                                   | Bieg na 400 m             | 53,17 Q    | 15.        | 53,83    | 16.      | NQ       | NQ    |
| Justyna Święty-Ersetic                                                               | Bieg na 400 m             | 52,64 Q    | 4.         | 52,85 Q  | 7.       | 52,64    | 6.    |
| Sofia Ennaoui                                                                        | Bieg na 1500 m            | 4:16,78 Q  | 13.        | —        | —        | 4:09,43  |       |
| Karolina Kołeczek                                                                    | Bieg na 60 m przez płotki | 8,37       | 23.        | NQ       | NQ       | NQ       | NQ    |
| Klaudia Siciarz                                                                      | Bieg na 60 m przez płotki | 8,13 Q     | 12.        | 8,14     | 13.      | NQ       | NQ    |
| Anna Kiełbasińska Iga Baumgart-Witan Małgorzata Hołub-Kowalik Justyna Święty-Ersetic | Sztafeta 4 × 400 metrów   | —          | —          | —        | —        | 3:28,77  |       |

#### Konkurencje techniczne
| Zawodniczka     | Konkurencja    | Eliminacje | Eliminacje | Finał    | Finał   |
| Zawodniczka     | Konkurencja    | Rezultat   | Pozycja    | Rezultat | Pozycja |
| --------------- | -------------- | ---------- | ---------- | -------- | ------- |
| Klaudia Kardasz | Pchnięcie kulą | 18,63 q    | 4.         | 18,23    | 5.      |